# Niklas Dorsch
Niklas Bernd Dorsch (* 15. ledna 1998) je německý profesionální fotbalista, který hraje na pozici defenzivního záložníka za klub 1. FC Heidenheim.

## Klubová kariéra

### Bayern Mnichov
Dne 2. září 2015 podepsal Dorsch zkušební roční smlouvu s Bayernem Mnichov do 30. června 2016, po níž následovala dvouletá plná profesionální smlouva od 1. července 2016 do 30. června 2018.
V sezóně 2015/16 se Dorsch připojil k rezervnímu týmu Bayernu Mnichov, kde debutoval v Regionallize Bayern 5. března 2016 při venkovní prohře 0:1 s Wacker Burghausen. Dorsch vstřelil svůj první gól za rezervní tým v prvním zápase sezóny 2016/17 17. července 2016, když otevřel skóre v 7. minutě při domácím vítězství 2:1 nad FV Illertissen.
V sezóně 2017/18 debutoval za první tým v Bundeslize 28. dubna 2018 při domácím vítězství 4:1 nad Eintrachtem Frankfurt. Dorsch otevřel skóre ve 43. minutě po asistenci Sandra Wagnera.

### Heidenheim
Dne 23. května 2018 se Dorsch zadarmo přesunul do týmu 2. Bundesligy 1. FC Heidenheim a podepsal s ním tříletou smlouvou do 30. června 2021.

### Gent
Dne 22. července 2020 se Dorsch připojil k belgickému týmu KAA Gent a podepsal s ním čtyřletou smlouvu.

### Ausburg
Dne 8. července 2021 přestoupil na pět let do 30. června 2026 do bundesligového týmu FC Augsburg.

## Statistiky

### Klubové
Platí k zápasu hranému 15. prosince 2024.
| Klub              | Sezóna            | Liga                | Liga   | Liga | Národní pohár | Národní pohár | Kontinentální | Kontinentální | Ostatní | Ostatní | Celkově | Celkově |
| Klub              | Sezóna            | Soutěž              | Zápasy | Góly | Zápasy        | Góly          | Zápasy        | Góly          | Zápasy  | Góly    | Zápasy  | Góly    |
| ----------------- | ----------------- | ------------------- | ------ | ---- | ------------- | ------------- | ------------- | ------------- | ------- | ------- | ------- | ------- |
| Bayern Mnichov II | 2015/16           | Regionalliga Bayern | 6      | 0    | —             | —             | —             | —             | —       | —       | 6       | 0       |
| Bayern Mnichov II | 2016/17           | Regionalliga Bayern | 24     | 3    | —             | —             | —             | —             | —       | —       | 24      | 3       |
| Bayern Mnichov II | 2017/18           | Regionalliga Bayern | 31     | 4    | —             | —             | —             | —             | —       | —       | 31      | 4       |
| Bayern Mnichov II | Celkově           | Celkově             | 61     | 7    | —             | —             | —             | —             | —       | —       | 61      | 7       |
| Bayern Mnichov    | 2017/18           | Bundesliga          | 1      | 1    | 0             | 0             | 0             | 0             | 0       | 0       | 1       | 1       |
| 1. FC Heidenheim  | 2018/19           | 2. Bundesliga       | 30     | 2    | 3             | 0             | —             | —             | —       | —       | 33      | 2       |
| 1. FC Heidenheim  | 2019/20           | 2. Bundesliga       | 32     | 1    | 2             | 0             | —             | —             | 2       | 0       | 36      | 1       |
| 1. FC Heidenheim  | Celkově           | Celkově             | 62     | 3    | 5             | 0             | —             | —             | 2       | 0       | 69      | 3       |
| Gent              | 2020/21           | Jupiler Pro League  | 33     | 3    | 2             | 0             | 8             | 1             | 0       | 0       | 43      | 4       |
| FC Augsburg       | 2021/22           | Bundesliga          | 30     | 1    | 1             | 0             | —             | —             | —       | —       | 31      | 1       |
| FC Augsburg       | 2022/23           | Bundesliga          | 11     | 0    | 0             | 0             | —             | —             | —       | —       | 11      | 0       |
| FC Augsburg       | 2023/24           | Bundesliga          | 21     | 0    | 1             | 0             | —             | —             | —       | —       | 22      | 0       |
| FC Augsburg       | 2024/25           | Bundesliga          | 1      | 0    | 1             | 0             | —             | —             | —       | —       | 2       | 0       |
| FC Augsburg       | Celkově           | Celkově             | 63     | 1    | 3             | 0             | 0             | 0             | 0       | 0       | 66      | 1       |
| 1. FC Heidenheim  | 2024/25           | Bundesliga          | 10     | 2    | 1             | 0             | 3             | 0             | —       | —       | 14      | 2       |
| Celkově v kariéře | Celkově v kariéře | Celkově v kariéře   | 230    | 17   | 10            | 0             | 11            | 1             | 2       | 0       | 254     | 18      |

## Úspěchy
Německo U21
- Mistrovství Evropy ve fotbale hráčů do 21 let: 2021

Individuální
- Medaile Fritze Waltera do 17 let: 2015
- Tým turnaje Mistrovství Evropy ve fotbale hráčů do 21 let: 2021
- Gól měsíce Bundesligy: prosinec 2021